# Chiconcuac (Morelos)
Chiconcuac es una localidad del estado mexicano de Morelos. Es parte del municipio de Xochitepec.

## Toponimia
El nombre «Chiconcuac» proviene de los términos en náhuatl: chicome, siete; coatl, serpiente. Su significado literal es «Lugar de las siete serpientes». En la cosmogonía mexica es el lugar en el cual habita Chiconquiahuitl, uno de los cinco dioses del comercio.

## Demografía
| Gráfica de evolución demográfica |
|                                  |

| Censo | Población |
| ----- | --------- |
| 1900  | 538       |
| 1910  | 304       |
| 1921  | 200       |
| 1930  | 330       |
| 1940  | 410       |
| 1950  | 563       |
| 1960  | 771       |
| 1970  | 1066      |
| 1980  | 1120      |
| 1990  | 4834      |
| 2000  | 6514      |
| 2010  | 7071      |
| 2020  | 7622      |